# Christian Kratz (Mediziner)
Christian Peter Kratz (* 1968 in Neuss) ist ein deutscher Pädiater und Hochschullehrer.

## Leben
Christian Kratz studierte Humanmedizin in Bochum, Düsseldorf und Johannesburg. 1999 ermöglichte ihm ein Stipendium der Mildred-Scheel-Stiftung die Durchführung eines zweijährigen Forschungsprojektes an der University of California, San Francisco über Leukämien. 2002 wurde er Facharzt für Kinderheilkunde, 2005 habilitierte er sich in Freiburg und 2007 erwarb er die Schwerpunktbezeichnung Kinder-Hämatologie und Onkologie. 2008 erfolgte ein Ruf auf die Professur für Kinderheilkunde an der University of Otago, den Kratz ablehnte. Von 2009 bis 2012 war Kratz forschend an der Division of Cancer Epidemiology and Genetics am National Cancer Institute in Bethesda tätig. Im Jahr 2012 wurde Kratz auf die Professur für Pädiatrische Hämatologie und Onkologie an der Medizinischen Hochschule Hannover berufen. Dort ist er auch Direktor der Klinik für Pädiatrische Hämatologie und Onkologie. Sein Forschungsschwerpunkt liegt auf dem Gebiet der Erforschung von Krebsursachen bei Kindern.
Kratz erhielt 2005 den Kind-Philipp-Wissenschaftspreis für pädiatrisch-onkologische Forschung und 2010 den NIH-Bench-to-Bedside Award. Er ist Schriftleiter der Zeitschrift Klinische Pädiatrie und Kuratoriumsmitglied der Deutschen Kinderkrebsstiftung.